# John T. Hunt
John Thomas Hunt (* 2. Februar 1860 in St. Louis, Missouri; † 30. November 1916 ebenda) war ein US-amerikanischer Politiker. Zwischen 1903 und 1907 vertrat er den Bundesstaat  Missouri im US-Repräsentantenhaus.

## Werdegang
John Hunt besuchte die öffentlichen Schulen seiner Heimat. In seiner Jugend war er als Spieler und Schiedsrichter im Baseball aktiv. Später arbeitete er als Steinmetz und als Vertragspartner im Handel mit Steinen. Gleichzeitig begann er als Mitglied der Demokratischen Partei eine politische Laufbahn. Bei den Kongresswahlen des Jahres 1902 wurde er im elften Wahlbezirk von Missouri in das US-Repräsentantenhaus in Washington, D.C. gewählt, wo er am 4. März 1903 die Nachfolge von Charles Frederick Joy antrat. Nach einer Wiederwahl konnte er bis zum 3. März 1907 zwei Legislaturperioden im Kongress absolvieren.
1906 wurde er von seiner Partei nicht zur Wiederwahl nominiert. Zwei Jahre später scheiterte er erneut in der demokratischen Primary für die Wahlen des Jahres 1908. Nach seinem Ausscheiden aus dem US-Repräsentantenhaus arbeitete Hunt wieder in der Steinmetzbranche. Er starb am 30. November 1916 in St. Louis.